# Valdis Valters
Valdis Valters (Riga, Letonia, 4 de agosto de 1957) es un exjugador de baloncesto cuya carrera se desarrolló en la Unión Soviética y, tras la desaparición de esta, en Letonia. Jugaba en la posición de base y fue uno de los jugadores europeos más destacados durante la década de los 80. Está considerado uno de los jugadores más importantes de la historia del baloncesto de Letonia y entró en el FIBA Hall of Fame en 2017.

## Biografía
A nivel de clubes, Valters pasó la mayor parte de su carrera en el VEF Riga jugando en la primera división soviética. En 1982 anotó 69 puntos contra el Dinamo de Moscú, record de la competición. Dejó el VEF de Riga en 1989 y, tras un paréntesis de tres temporadas sin jugar a primer nivel, fichó por el  Brocēni Riga, participando en la recién creada LBL (Liga Letona de Baloncesto). Se retiró en 1997, pasando a ser el entrenador del equipo tras una temporada como entrenador/jugador.
Valters fue el base titular y uno de los jugadores más destacados de la selección de la Unión Soviética en los 80. Descartado a última hora para los Juegos Olímpicos de Moscú 80, tuvo una irrupción espectacular a nivel internacional en el Eurobasket 1981, donde además de la medalla de oro fue nombrado mejor jugador del torneo. Valters consiguió medalla en todos los grandes torneos de selecciones en los que participó: oro en el Mundial de Colombia 82, bronce en el Eurobasket 83, oro de nuevo en el Eurobasket 85, plata en el Mundial de España 86 y, finalmente, otra plata en el Eurobasket 87, su último torneo con la selección ya que no fue convocado para las Olimpiadas de 1988 en Seúl.
En 1992 participó con la recién independizada Letonia en el torneo de clasificación para las Olimpiadas de Barcelona 92, pero el combinado letón no consiguió plaza para los Juegos.
Tras finalizar su etapa como jugador, empezó una carrera como entrenador desarrollada íntegramente en su Letonia natal hasta retirarse en 2010. En la actualidad trabaja como comentarista en el canal TV6 de la televisión letona. Sus hijos Kristaps y Sandis fueron jugadores profesionales de baloncesto, alcanzando ambos la internacionalidad por Letonia.
Trayectoria
Como jugador:
1976-1989 – VEF Riga
1992-1997 - Brocēni Riga
Como entrenador:
1996–2000 - BK Brocēni
2000–2003 - BK Skonto
2006–2007 - ASK Juniors
2007–2010 - VEF Rīga